# سامی پاجاری
سامی پاجاری (تلفظ فنلاندی: [ˈsɑmi ˈpɑjɑri]؛ ۱ دسامبر ۲۰۰۱) رانندهٔ رالی اهل فنلاند است. او در سال ۲۰۲۱ قهرمان مسابقات قهرمانی جوانان رالی جهانی شد. پاجاری اخیراً در مسابقات قهرمانی رالی جهان ۲ سال ۲۰۲۴ شرکت کرده است.